# Oxytrypia ussurica
Oxytrypia ussurica är en fjärilsart som beskrevs av Karl Schawerda 1924. Oxytrypia ussurica ingår i släktet Oxytrypia och familjen nattflyn. Inga underarter finns listade i Catalogue of Life.